# ブレマートン (原子力潜水艦)
|          |                                           |
| 艦歴     |                                           |
| 発注     | 1972年1月24日                             |
| 起工     | 1976年5月8日                              |
| 進水     | 1978年7月22日                             |
| 就役     | 1981年3月28日                             |
| 退役     | 2018年7月9日                              |
| 除籍     | 2021年5月21日                             |
| その後   |                                           |
| 性能諸元 |                                           |
| 排水量   | 満載：6,159 トン、基準：5,789 トン        |
| 全長     | 110.3 m (362 ft)                          |
| 全幅     | 10 m (33 ft)                              |
| 喫水     | 9.4 m (31 ft)                             |
| 最大速   | 水上25 kt (46 km/h)、水中30+ kt (56 km/h) |
| 潜行深度 | 290 m (950 ft)                            |
| 機関     | S6G reactor 1基                           |
| 乗員     | 士官12名、兵員98名                        |
| モットー |                                           |
|          |                                           |

ブレマートン(USS Bremerton, SSN-698)は、アメリカ海軍のロサンゼルス級原子力潜水艦の11番艦。艦名はワシントン州ブレマートンに因んで命名された。その名を持つ艦としてはボルチモア級重巡洋艦9番艦(CA-130)以来2隻目。

## 艦歴
ブレマートンの建造は1972年1月24日にコネチカット州グロトンのジェネラル・ダイナミクス・エレクトリック・ボート社に発注され、1976年5月8日に起工した。1978年7月22日にヘンリー・M・ジャクソン夫人によって命名、進水し、1981年3月28日にトーマス・H・アンダーソン艦長の指揮下就役した。
1999年3月11日、ブレマートンはオレゴン州沖で放棄された商船、ニュー・カリッサ(New Carissa)を雷撃により沈没させた。これには駆逐艦『デヴィッド・R・レイ』(USS David R. Ray, DD-971)も参加した。
ブレマートンは西太平洋配備の後2003年9月に母港を真珠湾に変更した。
2018年7月9日、退役した。